# Tizie Gnamien
Tizie Gnamien (ur. 26 lutego 2000) – francuski judoka. Startował w Pucharze Świata w 2019 i 2022. Brązowy medalista igrzysk śródziemnomorskich w 2022. Trzeci na ME juniorów w 2020. Wicemistrz Francji w 2021 roku.